# Laphria lepida
Laphria lepida är en tvåvingeart som beskrevs av Walker 1856. Laphria lepida ingår i släktet Laphria och familjen rovflugor. Inga underarter finns listade i Catalogue of Life.